# Одинокие сердца (сезон 3)
«Одинокие сердца» — молодёжный американский сериал о юноше из неблагополучного района, волею судьбы оказавшемся в престижном Оранжевом округе. Действие сериала разворачивается в привилегированном обществе курорта Ньюпорт Бич в Калифорнии. Главного героя — шестнадцатилетнего юношу с криминальным прошлым — приглашает на время в свою семью государственный защитник, проживающий в округе Оранж.
Третий сезон сериала был показан на канале СТС под названием Одинокие сердца.

## Сюжет
Прошло примерно три месяца после событий конца второго сезона. Кирстен все ещё в реабилитационном центре. Трей все ещё в больнице. Когда Трей выходит из комы, Джулли Купер пытается заставить его сказать полиции, что стрелял Райан, а не Марисса. Трей покидает Ньюпорт. Джулли, после смерти Калеба, ждёт наследство и собирается снова выйти замуж за Джимми, а также переехать всей семьей на Гавайи.
Марисса и Райан, ждавшие так долго, в преддверии отъезда Мариссы проводят романтическую ночь любви. Тут оказывается, что Джимми имеет серьёзные неприятности с мафией, которой он должен много денег. На оглашении завещания Калеба выясняется, что тот разорен. Джулли ничего не получает. Джимми сбегает из Ньюпорта перед самой свадьбой.
Марисса избегает обвинений в попытке убийства, но её исключают из Харбора (престижной частной школы) и она поступает в соседнюю общественную школу. Там она встречает Джонни, серфингиста и его кореша Чили. Райан также исключен из Харбора за драку с деканом, который распускал руки в отношении Мариссы.
Джонни влюбляется в Мариссу, и она в конечном итоге должна выбрать между ним и Райаном. Райана восстанавливают в Харборе, поскольку выясняется, что Декан в настоящее время имел сексуальные отношения с Тэйлор Тоунсенд. Марисса возвращается в Харбор после того, как её друзья организуют кампанию за её возвращение с помощью прежней конкурентки Мариссы — Тэйлор.
Младшая сестра Мариссы Кэйтлин возвращается из школы-интерната и влюбляется в Джонни, но Марисса не может отрицать, что у неё есть чувства к Джонни; она любит Райана, симпатия к Джонни делает её отношения с Райаном шаткими. После того, как Марисса выбирает Райана, пьяный Джонни падает с утёса на берегу и разбивается насмерть.
После смерти Джонни Кэйтлин, расстроенная его смертью, возвращается в школу-интернат подальше от воспоминаний. Сет и Саммер продолжают отношения и решают поступать в один колледж, чтобы быть вместе. Однако у Сета проблемы: он курит марихуану и пропускает своё интервью в колледже. Саммер он в этом признаться боится.
Райан и Марисса всё больше отдаляются друг от друга и оба соглашаются, что несмотря на то, что они любят друг друга, им лучше расстаться. Они решают быть просто друзьями. Райан после этого  имеет короткие отношения с кузиной Джонни — Сади. Неспособная смирится со смертью Джонни и своим разрывом с Райаном, Марисса связывается с Кевином Волчеком — другим серфингистом с репутацией «плохого мальчика». С ним она пробует наркотики и возвращается к алкоголю. Потом она ловит его на измене и заканчивает эти отношения. Марисса решает уехать на год к отцу, который водит яхты где-то на Греческих островах.
В финале третьего сезона пьяный Волчек, все ещё злящейся из-за разрыва с Мариссой, таранит машину Райана и Мариссы, которые едут в аэропорт (Райан провожает уезжающую Мариссу), машина слетает с дороги и падает с утёса. Райан выживает в крушении и вытаскивает Мариссу из автомобиля, который вот-вот загорится. Но Марисса умирает у него на руках на пустынной дороге.

## В ролях
- Питер Галлахер в роли Сэнди Коена
- Келли Роуэн в роли Кирстен Коен
- Бенжамин Маккензи в роли Райана Этвуда
- Миша Бартон в роли Мариссы Купер
- Адам Броди в роли Сэта Коена
- Мелинда Кларк  в роли Джули Купер
- Рэйчел Билсон в роли Саммер Робертс
- Уилла Холланд в роли Кэйтлин Купер

## Описание эпизодов
| Эпизод | Название                                                 | Дата выхода в эфир | Режиссёр              | Сценаристы                   |
| ------ | -------------------------------------------------------- | ------------------ | --------------------- | ---------------------------- |
|        |                                                          |                    |                       |                              |
| 3x01   | The Aftermath / Последствия                              | 8 сентября 2005    | Йен Тойнтон           | Джош Шварц                   |
|        |                                                          |                    |                       |                              |
|        |                                                          |                    |                       |                              |
| 3x02   | The Shape Of Things To Come / Возвращение к норме        | 15 сентября 2005   | Тони Уорэмби          | Джей Джей Филбин             |
|        |                                                          |                    |                       |                              |
|        |                                                          |                    |                       |                              |
| 3x03   | The End Of Innocence / Конец невинности                  | 22 сентября 2005   | Майкл Лэнг            | Стэфани Саваж                |
|        |                                                          |                    |                       |                              |
|        |                                                          |                    |                       |                              |
| 3x04   | The Last Waltz / Прощальный вальс                        | 29 сентября 2005   | Йен Тойнтон           | Джон Стивенс                 |
|        |                                                          |                    |                       |                              |
|        |                                                          |                    |                       |                              |
| 3x05   | The Perfect Storm / Идеальный шторм                      | 3 ноября 2005      | Тони Уорэмби          | Майк Келли                   |
|        |                                                          |                    |                       |                              |
|        |                                                          |                    |                       |                              |
| 3x06   | The Swells / Неровности                                  | 10 ноября 2005     | Майкл Фрэско          | Джей Джей Филбин             |
|        |                                                          |                    |                       |                              |
|        |                                                          |                    |                       |                              |
| 3x07   | The Anger Management / Управление гневом                 | 17 ноября 2005     | Майкл Фрэско          | Джон Стивенс                 |
|        |                                                          |                    |                       |                              |
|        |                                                          |                    |                       |                              |
| 3x08   | The Game Plan / План игры                                | 1 декабря 2005     | Тэйт Донован          | Кори Мартин                  |
|        |                                                          |                    |                       |                              |
|        |                                                          |                    |                       |                              |
| 3x09   | The Disconnect / Отключение                              | 8 декабря 2005     | Тони Уорэмби          | Стэфани Саваж                |
|        |                                                          |                    |                       |                              |
|        |                                                          |                    |                       |                              |
| 3x10   | The Chrismukkah Bar-Mitzvahkkah / Рождествуха-Бармицвуха | 15 декабря 2005    | Йен Тойнтон           | Джош Шварц                   |
|        |                                                          |                    |                       |                              |
|        |                                                          |                    |                       |                              |
| 3x11   | The Safe Harbor / Безопасная гавань                      | 12 января 2006     | Тони Уорэмби          | Майк Келли                   |
|        |                                                          |                    |                       |                              |
|        |                                                          |                    |                       |                              |
| 3x12   | The Sister Act / Действуй, сестра                        | 19 января 2006     | Йен Тойнтон           | Лайла Герштайн               |
|        |                                                          |                    |                       |                              |
|        |                                                          |                    |                       |                              |
| 3x13   | The Pot Stirrer /                                        | 26 января 2006     | Норман Бакли          | Джон Стивен                  |
|        |                                                          |                    |                       |                              |
|        |                                                          |                    |                       |                              |
| 3x14   | The Cliffhanger / Клиффхэнгер                            | 2 февраля 2006     | Майкл Лэнг            | Джей Джей Филбин             |
|        |                                                          |                    |                       |                              |
|        |                                                          |                    |                       |                              |
| 3x15   | The Heavy Lifting / Тяжёлый подъём                       | 9 февраля 2006     | Йен Тойнтон           | Стэфани Саваж                |
|        |                                                          |                    |                       |                              |
|        |                                                          |                    |                       |                              |
| 3x16   | The Road Warrior / Дорожный воин                         | 9 марта 2006       | Майкл Фрэско          | Майк Келли                   |
|        |                                                          |                    |                       |                              |
|        |                                                          |                    |                       |                              |
| 3x17   | The Journey / Путешествие                                | 16 марта 2006      | Роксанн Доусон        | Джон Стивенс                 |
|        |                                                          |                    |                       |                              |
|        |                                                          |                    |                       |                              |
| 3x18   | The Undertow / Глубинное течение                         | 23 марта 2006      | Роберт Дункан МакНилл | Марк Фиш и Джей Джей Филбин  |
|        |                                                          |                    |                       |                              |
|        |                                                          |                    |                       |                              |
| 3x19   | The Secrets & Lies / Тайны и ложь                        | 30 марта 2006      | Майкл Фрэско          | Стэфани Саваж и Джош Шварц   |
|        |                                                          |                    |                       |                              |
|        |                                                          |                    |                       |                              |
| 3x20   | The Day After Tomorrow / Послезавтра                     | 6 апреля 2006      | Норман Бакли          | Лайла Герштайн               |
|        |                                                          |                    |                       |                              |
|        |                                                          |                    |                       |                              |
| 3x21   | The Dawn Patrol / Патруль зари                           | 13 апреля 2006     | Йен Тойнтон           | Майкл Келли                  |
|        |                                                          |                    |                       |                              |
|        |                                                          |                    |                       |                              |
| 3x22   | The College Try / Попытка поступить в колледж            | 20 апреля 2006     | Тони Уорэмби          | Джей Джей Филбин             |
|        |                                                          |                    |                       |                              |
|        |                                                          |                    |                       |                              |
| 3x23   | The Party Favor / Польза от вечера                       | 27 апреля 2006     | Майкл Лэнг            | Джон Стивенс                 |
|        |                                                          |                    |                       |                              |
|        |                                                          |                    |                       |                              |
| 3x24   | The Man Of The Year / Человек года                       | 4 мая 2006         | Тони Уорэмби          | Стэфани Саваж                |
|        |                                                          |                    |                       |                              |
|        |                                                          |                    |                       |                              |
| 3x25   | The Graduates / Выпускники                               | 18 мая 2006        | Йен Тойнтон           | Боб ДэЛаурентис и Джош Шварц |
|        |                                                          |                    |                       |                              |
|        |                                                          |                    |                       |                              |